# Вознесенский собор (Йошкар-Ола)
Собор Вознесе́ния Госпо́дня — приходской православный храм в городе Йошкар-Ола (Царевококшайск). Принадлежит Йошкар-Олинской епархии Русской православной церкви. С 1993 по 2016 год являлся кафедральным собором Йошкар-Олинской и Марийской епархии.
Построен в 1756 году. Является объектом культурного наследия федерального значения.

## История

### Дореволюционный период
Вознесенская церковь в Царевококшайске была построена в 1756 году, во времена царствования Елизаветы Петровны, на средства купца Ивана Андреевича Пчелина, дом которого находится рядом с храмом.
Духовенство храма, как и других городских церквей, занималось просветительской деятельностью. В 1915 году на территории прихода действовали высшее начальное училище, женская гимназия, реальное училище, городское мужское приходское училище, городское женское начальное училище, располагавшиеся в Царевококшайске, Вараксинское министерское двухклассное училище (деревня Вараксино, ныне — улица Чапаева Йошкар-Олы), Сенькинское земское начальное училище (село Сенькино).

### Годы советской власти
В начале 1920-x годов духовенство Вознесенского храма отходило в обновленчество и по требованию прихожан принесло покаяние митрополиту Сергию (Страгородскому), для чего ездили в Нижний Новгород. В дальнейшем приход входил в состав Краснококшайского православного управления староцерковников и Марийского викариатства Нижегородской епархии. В 1929—1935 годах к церкви были приписаны епископы Марийские, викарии Нижегородской епархии. Многие представители духовенства, служившие в Вознесенском храме, пострадали. Епископ Авраамий (Чурилин), управлявший Марийским викариатством с 29 сентября 1931 года, был арестован 23 мая 1935 года по обвинению в контрреволюционной деятельности и приговорён к 3 годам ссылки, которую отбывал в Архангельске, где был расстрелян в 1938 году. Последним настоятелем храма до Великой Отечественной войны стал протоиерей Пётр Маргаритов. 16 августа 1935 года он был арестован, приговорён к 3 годам ссылки в Северный край и был расстрелян в Архангельске в 1937 году.
17 июня 1935 года Вознесенский храм был передан обновленцам, а 9 декабря 1937 года церковь закрыли. До этого момента церковь была единственной действующей в городе. В марте 1938 года постановлением Президиума горсовета здание храма передали радиокомитету, в 1939 году оно использовалось под пивной склад, в ноябре 1940 года нижний этаж отдали товариществу «Мари художник». Последним хозяином здания стал Йошкар-Олинский пивзавод. Церковь лишилась колокольни, каменной ограды с воротами, галереи, а к трапезной с запада пристроили двухэтажное здание цеха завода. Снесли барабан с главой. Погибли настенные росписи. Церковное здание стало нуждаться в капитальном ремонте.

### Период после 1991 года
Приходская жизнь храма возобновилась в середине 1990-х годов. С 1993 по 2016 год являлся кафедральным собором Йошкар-Олинской и Марийской епархии, образованной в 1993 году. С 2016 года кафедральным является Благовещенский собор.
В 2008—2009 годах была вновь построена колокольня храма.

## Архитектура, убранство и реликвии

### Современное состояние
По своим архитектурным формам Вознесенская церковь — типичный памятник русского зодчества XVIII века. Она построена по типу «восьмерик на четверике», восьмерик завершается сферическим куполом, на котором возносится световой барабан с главой. С западной стороны к храму примыкает трапезная.
Главный престол в честь Вознесения Господня был освящён 24 апреля 1995 года, в том же году были освящены приделы во имя Казанской иконы Божией Матери (3 июля) и в честь Воздвижения Креста Господня (11 ноября).

### Состояние в прошлом
В начале XX века облик церкви был несколько иным. С севера и запада к трапезной примыкала двухъярусная открытая галерея-гульбище. С северо-запада к храму подходила четырёхъярусная колокольня. На ней располагалось 7 колоколов. На четвёртом ярусе находились городские часы с боем. Завершалась колокольня, также как и церковь, сферическим куполом с барабаном и главой. В декоративном убранстве храма заметны элементы стиля барокко, получившие развитие в церковной архитектуре с 1680-х годов.
В дореволюционное время церковь была пятипрестольной. В верхнем этаже здания располагался храм с главным престолом в честь Вознесения Господня и приделом во имя Казанской иконы Божией Матери, в нижнем действовал храм в честь Воздвижения Креста Господня (поэтому церковь иногда называли просто «Воздвижение») с приделами во имя святителей Василия Великого, Григория Богослова и Иоанна Златоуста, и святителей Гурия и Варсонофия, Казанских чудотворцев. Интерьер отличался богатством отделки, настенных росписей, церковной утвари. Иконостас состоял из пяти ярусов с деревянной резьбой. Из икон выделялся образ Божией Матери «Казанская» в серебряно-позолоченной ризе, а в алтаре — икона Иверской Богоматери. Но главной святыней церкви считалось небольшое резное на камне изображение святителя Николая Чудотворца с одной стороны и великомученика Георгия Победоносца — с другой. Этот образ величиной не более 4,5 см в квадрате вкладывался в кованную «сребропозлащенную» ризу, на которой были изображены чудеса этих святых. По преданию, данная икона была обретена в Яранском уезде Вятской губернии и принесена Иваном Пчелиным в Царевококшайск.